# ألفرد ألين باول كورتيس
ألفرد ألين باول كورتيس (بالإنجليزية: Alfred Allen Paul Curtis)‏ هو كاهن أنجليكاني وقسيس أمريكي، ولد في 4 يوليو 1831 في Rehobeth, Maryland ‏ في الولايات المتحدة، وتوفي في 11 يوليو 1908 في بالتيمور في الولايات المتحدة.